# Tinizong-Rona
Tinizong-Rona (toponimo romancio) è stato dal 1998 al 2015 un comune svizzero nel distretto dell'Albula (Canton Grigioni).

## Geografia fisica
Rona e Tinizong sono situati nella Val Sursette, sulla sponda destra del torrente Giulia. Il comune distava 36 km da Sankt Moritz e 42 km da Coira. Il punto più elevato del comune era la cima del Piz d'Err (3 378 m s.l.m.), sul confine con Sur.

## Storia
Il comune, che si estendeva per 54,30 km², era stato istituito il 1º luglio 1998 con la fusione dei comuni soppressi di Parsonz e Rona e Tinizong ed è stato soppresso il 31 dicembre 2015. Il 1º gennaio 2016 è stato accorpato agli altri comuni soppressi di Bivio, Cunter, Marmorera, Mulegns, Riom-Parsonz, Salouf, Savognin e Sur per formare il nuovo comune di Surses, nella regione Albula che ha sostituito il soppresso distretto dell'Albula cui apparteneva Tinizong-Rona.

### Simboli
Lo stemma nasceva dalla fusione di quello dei due comuni di Rona e Tinizong ed era stato adottato l'11 agosto 1998.

## Società

### Evoluzione demografica
L'evoluzione demografica è riportata nella seguente tabella:
Abitanti censiti

## Geografia antropica

### Frazioni
Le frazioni di Tinizong-Rona erano:
- Rona[4]
  - Rieven
  - Ruegnas
- Tinizong[5]

## Infrastrutture e trasporti
La stazione ferroviaria più vicina è a Tiefencastel, a 13 km, mentre l'uscita autostradale di Thusis sud, sulla A13/E43, dista 25 km.